# José Ncogo
José Antonio Ncogo Edu (* 7. Juli 1980 in Äquatorialguinea), auch in der Schreibweise José Antonio Nkogo oder José Ncogo bekannt, ist ein ehemaliger äquatorialguineischer Fußballspieler auf der Position eines Mittelfeldspielers. Er war zuletzt für Atlético Malabo und die äquatorialguineische Fußballnationalmannschaft aktiv.

## Karriere

### Verein
Seine Vereinskarriere begann Ncogo in seiner äquatorialguineischen Heimat, wo er ab 2003 im Kader des Hauptstadtklubs Atlético Malabo stand. Ob er dem Verein bereits vor 2003 angehörte, ist aus den Quellen hingegen nicht ersichtlich. Mit dem Hauptstadtklub gewann er bereits in seiner ersten Saison, an der Seite von Deogracias Abaga, Lino Makuba und Torhüter Silvestre Ecolo, den Titel des Landesmeisters. Informationen, ob er im gleichen Jahr auch im Finale gegen Deportivo Mongomo den Nationalen Pokal gewann, sind aus den Quellen jedoch nicht zu entnehmen. An den Erfolg der äquatorialguineischen Meisterschaft von 2003 konnte er mit der Mannschaft bis zum Jahr 2005 nicht mehr anknüpfen. Ob Ncogo seine Karriere nach Ablauf der Saison beendete, weiterhin im Kader von Atlético Malabo verblieb oder zu einem anderen Verein wechselte, ist nicht bekannt.

### Nationalmannschaft
Sein Debüt für die äquatorialguineische Fußballnationalmannschaft gab Ncogo am 2. August 1998, im Rahmen der Qualifikation zum Afrika-Cup 2000 unter dem damaligen Trainer Pedro Mabale Fuga, gegen die Auswahl von Gabun (0:2). Auch bei der 3:0-Niederlage im Rückspiel zwei Wochen später kam er die vollen 90. Minuten zum Einsatz. Er nahm an Qualifikationsspielen zur Fußball-Weltmeisterschaft (2002, 2006) und der Afrikameisterschaft (2000, 2004) teil, konnte dabei jedoch keine nennenswerten Erfolge erzielen. Seinen letzten Einsatz im Trikot der Nzalang Nacional bestritt Ncogo am 11. Oktober 2003 im Rahmen der Qualifikation zur Fußball-Weltmeisterschaft 2006, gegen die Auswahl des afrikanischen Staates Togo (1:0). Ein Länderspieltor gelang den Mittelfeldspieler während seiner Nationalmannschaftskarriere jedoch nicht.

### Erfolge
Verein
- Äquatorialguineischer Meister: 2003